# Státní znak Československé socialistické republiky
Státní znak Československé socialistické republiky, užívaný v letech 1960 až 1990, byl přijat zákonem č. 163 ze dne 17. listopadu 1960.

## Popis a historie
Po únoru 1948 a především v padesátých letech se začalo uvažovat o doplnění státních symbolů o symboly proletářského internacionalismu. Nejprve došlo vládním nařízením č. 29 ze dne 16. října 1955 k změně na vlajkách vojenských plavidel, kde byl Malý státní znak nahrazen červenou pěticípou hvězdou se lvem z malého státního znaku.
S příchodem nové ústavy v roce 1960 byl zaveden jediný státní znak. Ten měl štít z červené zlatě orámované husitské pavézy, na ní byl stříbrný dvouocasý lev ve skoku se zlatou zbrojí a ovšem bez koruny, ta byla nahrazena rudou žlutě orámovanou hvězdou. Do středu byl umístěn  červený zlatě orámovaný štít, na němž vystupuje modré pohoří Kriváň, z něhož září zlatý plamen revoluce. Autorem znaku byl Milan Hegar.
Používán byl až do 23. dubna 1990, tedy i za nedlouhé existence Československé federativní republiky. Až pak byl nahrazen státním znakem České a Slovenské Federativní Republiky.
V souvislosti s federalizací ČSSR byla na Úřadu vlády ČSR ustavena komise pro stanovení symbolů republiky pod vedením profesora Šebánka. Dvojice návrhů (český lev a český lev s půleným moravskoslezským štítem v pracce) byla v polovině roku 1969 předložena republikové vládě a ÚV KSČ. Oba návrhy byly odloženy a znaky republik nebyly do roku 1990 přijaty.

### Oficiální popis

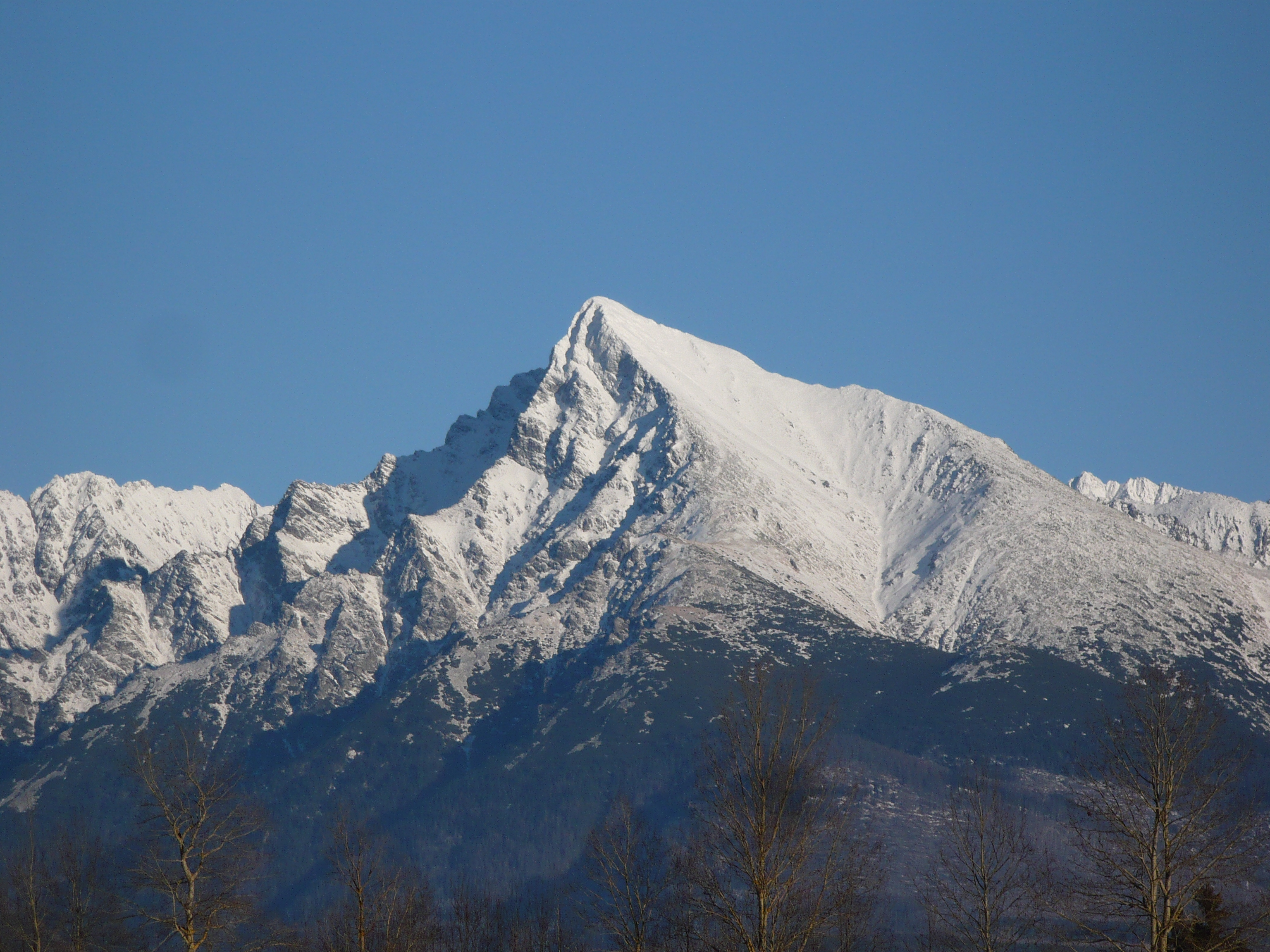
Slovenská hora Kriváň

Oficiální popis státního znaku z Ústavy Československé socialistické republiky:
| „ | Státní znak Československé socialistické republiky tvoří červený štít tvaru husitské pavézy s pěticípou hvězdou v horní části, na kterém je bílý dvouocasý lev nesoucí na hrudi červený štítek s modrou siluetou Kriváně a vatrou zlaté barvy. Kresba znaku je zlatá. | “ |

## Kritika

### Heraldická kritika
Tento znak se stal předmětem valné kritiky z následujících důvodů:
- odstranění tradiční zlaté koruny z hlavy lva a její nahrazení rudou hvězdou
- heraldicky nesmyslného začlenění štítu reprezentujícího Slovensko
- užití neheraldické pavézy jako podkladu státního znaku
- rudá hvězda je navíc umístěna v červeném poli, což odporuje heraldické zásadě neumisťovat barvu na barvu stejnou

### Politická kritika
Môžem povedať iba svôj osobný názor, že mne sa slovenská časť štátneho znaku vonkoncom nepáči, že mi to trochu pripadá ako živánska pod Kriváňom. Budeme musieť o tom veľmi naširoko pohovoriť, či starý znak, ktorý je tradičný a na ktorý si najmä staršie generácie zvykli, alebo či dáky nový. Ja myslím, že štátne znaky sú vo vedomí ľudí veľmi zakotvené a že nemali by sa nejakým spôsobom ľahkomyseľne meniť, lebo na to si ľudia ťažko zvykajú.

— Gustáv Husák, 1968

## Galerie

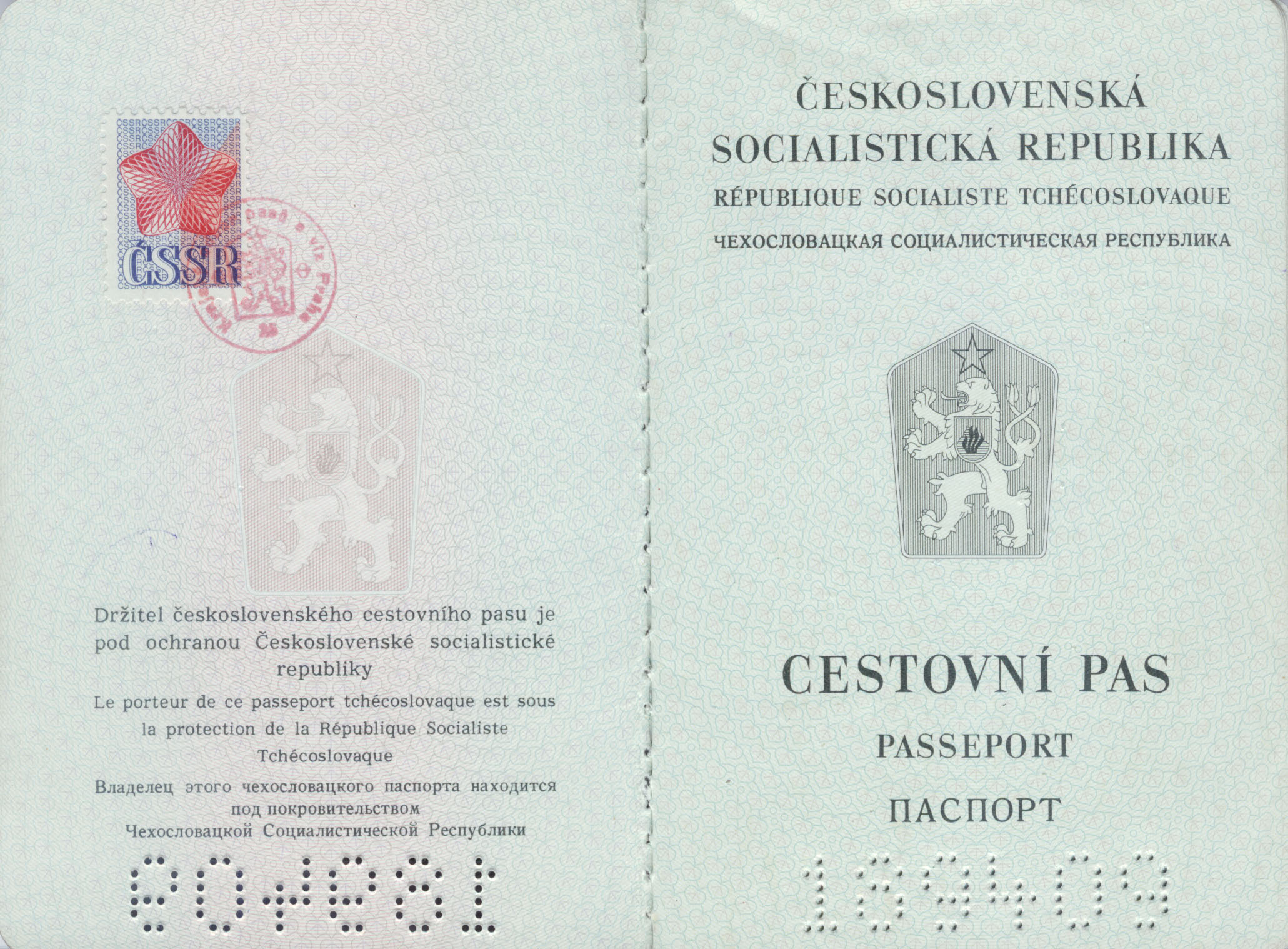
Cestovní pas z roku 1967
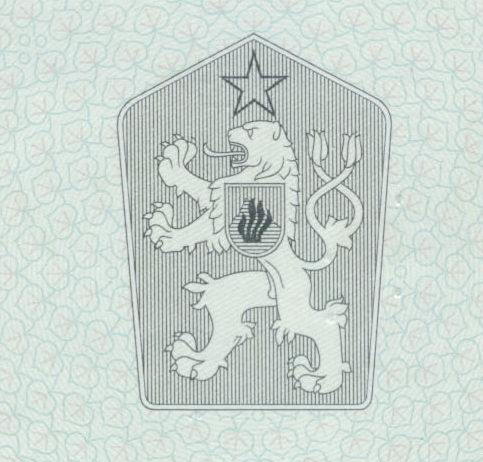
Detail státního znaku
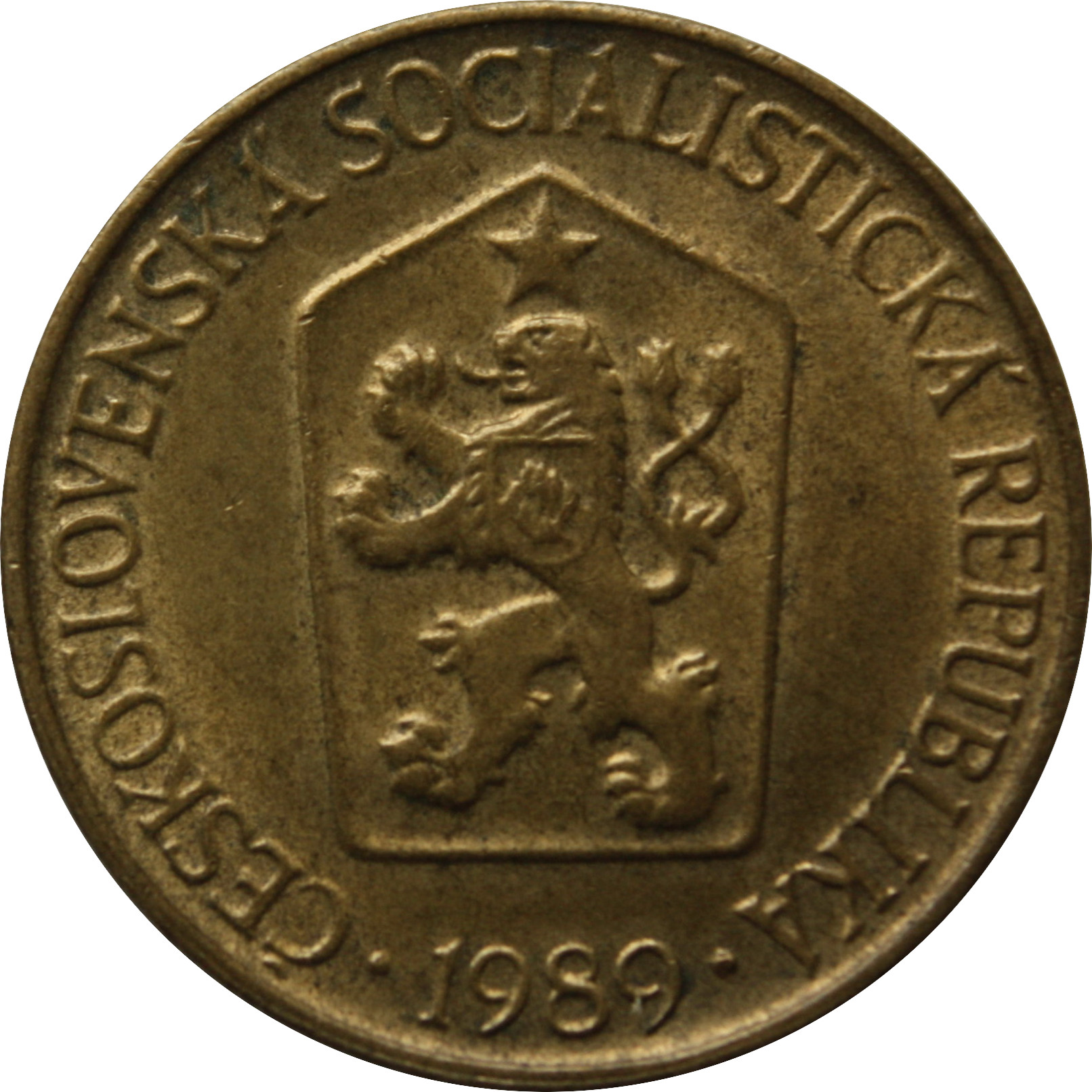
Státní znak na jednokorunové minci
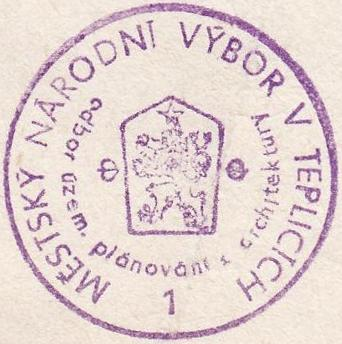
Městský národní výbor v Teplicích, razítko na dokumenty
Státní znak na Vlajce prezidenta ČSSR